# Kampfkunst Kollegium
Das Kampfkunst Kollegium ist ein großer internationaler Karate- und Kampfkunstverband. Er wurde im Jahr 2007 als Karate Kollegium gegründet. Er ist eine Vereinigung von professionellen Kampfsportschulen und wird geleitet vom ehemaligen Karate-Bundestrainer Toni Dietl, 7. Dan Karate. Das Kollegium wird in der Unternehmensform GmbH & Co. KG geführt.

## Geschichte
Im Jahr 2007 wurde der Karate-Verband von Toni Dietl, Hans-Peter Wiegert, Roland Schellhammer, Nadine Joachim, Christine Moosherr und Werner Bührer gegründet. Zweck war es, einen Verband für professionelle Kampfsportschulen zu gründen. Zielgruppe des Kampfkunst Kollegiums sind daher große Dojos und neu gegründete Kampfsportschulen. Zur Unterstützung dieser Schulen werden mehrfach im Jahr Danprüfungen, Schulungen, Weiterbildungen und Seminare angeboten. Vor allem die Beratung von Dojo-Neugründungen und die Trainerausbildung nimmt einen großen Stellenwert in der Struktur des Kampfkunst Kollegiums ein. Es werden Übungsleiter, Kampfsporttrainer und professionelle Trainer für den Wettkampfsport ausgebildet. Außerdem war in den letzten Jahren die Schulung und Ausbildung der Kampfrichter bis hin zum Weltkampfrichter für die WKU-Weltmeisterschaft ein weiterer Schwerpunkt. Sofort nach seiner Gründung im Jahr 2007 schloss sich das Kampfkunst Kollegium mit dem Kampfsport-Weltverband WKU zusammen. Aufgrund dieser Kooperation werden heute auch Karate- und Kickbox-Weltmeisterschaften in der WKU ausgetragen.
Die Weltmeisterschaften der WKU werden über SAT.1 und SPORT1 live übertragen. Der Verband gehört zu den am schnellsten wachsenden Kampfsport-Organisationen in Europa. Das Kampfkunst Kollegium wurde nicht auf Vereinsbasis, sondern als Kommanditgesellschaft gegründet. Im Dezember 2015 wurde der Name des Verbands von Karate Kollegium in Kampfkunst Kollegium geändert und der Verbandssitz nach Dresden verlegt. Seit dem 7. Dezember 2015 ist das Kampfkunst Kollegium nach DIN ISO 29990 als Bildungseinrichtung zertifiziert. Im Kampfkunst Kollegium sind Kampfkunstschulen aus Deutschland, der Schweiz und Österreich vertreten.

## Samurai Kids System
Neben der Ausbildung von Jugendlichen und Erwachsenen liegt ein Schwerpunkt der Kampfkunstschulung bei den Kindern. Nadine Joachim und Toni Dietl haben hierfür das Unterrichtssystem „Samurai Kids“ entwickelt. Im Jahr 2013 wurden über 10.000 Jahressichtmarken allein für Kinder herausgegeben. Dabei geht es vor allem um Motivation und Förderung der Kinder. Ziel ist es hierbei, die Kinder bis zum Schwarzgurt (Dan) zu begleiten. Nicht die Elite-Auslese ist das Ziel, sondern die sinnvolle Förderung und Unterstützung der Kinder. So hat Toni Dietl bereits als Bundestrainer den Schwarzen Gürtel für Kinder im Karate etabliert. Beim Samurai Kids System wurde die gesamte Kinder-Ausbildung neu gestaltet. Der Unterricht gliedert sich nun in folgende Unterrichtseinheiten: Fitness-Teil, Sicherheits-Teil, Kumite-Teil und die Vierer-Blöcke.